# Blaesoxipha gordimerae
Blaesoxipha gordimerae är en tvåvingeart som beskrevs av Andy Z. Lehrer 1993. Blaesoxipha gordimerae ingår i släktet Blaesoxipha och familjen köttflugor.
Artens utbredningsområde är Kenya. Inga underarter finns listade i Catalogue of Life.